# اصل موضوع تصریح
اصل موضوع تصریح (به انگلیسی: Axiom schema of specification )از جمله اصولی که در نظریه اصل موضوعی مجموعه‌ها مورد نیاز است اصول موضوعی است که بتوانند وجود مجموعه‌های جدید را تضمین نموده و مجموعه‌های جدید را برای ما تولید کنند. در نظریه اصل موضوعی مجموعه‌ها همه نتایج و تعاریف بر پایه اصول موضوع تعریف شده‌است و هر مطلب در مورد مجموعه‌ها یا باید از اصول موضوع منتج شده باشد.

## بحث غیررسمی
تقریباً تمامی اصول موضوع نظریه اصل موضوعی مجموعه‌ها (بجز مثلاً اصل موضوع گسترش) از جمله اصولی هستند که به منظور تولید مجموعه‌های جدید از مجموعه‌های قبل طرح شده‌اند. اولین و مهم‌ترین اصول از این اصول مجموعه ساز، اصل موضوع تصریح (Axiom of specification) است، که به اصل موضوع تصریح گاهی اصل موضوع زیرمجموعه (Axiom of subset) نیز می‌گویند.
این اصل به‌طور ساده بیان می‌کند هر حکم یا خاصیت معقول در مورد اعضای یک مجموعه، زیرمجموعه‌ای از آن مجموعه را تعیین می‌کند. حال قبل از بیان دقیق این اصل به یک مثال می‌پردازیم.
فرض کنید A مجموعه همه مردان باشد. در این صورت گزاره نمای « x متاهل است. » گزاره نمایی در مورد اعضای A است که برای برخی از عناصر A گزاره‌ای درست و برای برخی دیگر از عناصر A نادرست است.
حال با به کارگیری این جمله در مورد اعضای مجموعه A زیرمجموعه‌ای از A تولید می‌شود که همان « مردان متاهل » است. برای نمایش این زیرمجموعه از مجموعه A از نماد { x متاهل است :x∈A} استفاده می‌شود. همچنین { x متاهل نیست :x∈A} بر مجموعه مردان مجرد دلالت دارد.
به همین صورت مجموعه {پدر x آدم(ع) است|x∈A} مجموعه دو عضوی هابیل و قابیل را مشخص می‌کند.

## اصل موضوع تصریح
اصل موضوع تصریح بیان می‌کند اگر (P(x گزاره نمایی در مورد متغیر x باشد، در این صورت:
{\displaystyle \forall A\exists B:\forall C(C\in B\iff C\in A\land P(C))}
یا در قالب عبارات ملموس تر متناظر با هر مجموعه A و هر گزاره نما(P(xمجموعه‌ای چون B هست که اعضای آن دقیقاً همان عناصری از مجموعه A هستند که در شرط (P(x صدق می‌کنند.
مجموعه B را به صورت {\displaystyle B=\{x\in A:P(x)\}} نمایش می‌دهیم همچنین اصل موضوع گسترش یگانگی مجموعه B را تضمین می‌کند.
در مورد استفاده از اصل موضوع تصریح توجه به این نکته لازم است که برای تعیین یک مجموعه، در نظر گرفتن یک شرط یا خاصیت چون (P(x کافی نمی‌باشد بلکه باید مجموعه‌ای نیز باشد که بتوان خاصیت را برای عضوهای آن تعریف کرد. و خلاصه اینکه برای مشخص کردن یک مجموعه کافی نیست وردی بخوانیم، بلکه لازم است مجموعه‌ای در دست داشته باشیم که ورد را برای اعضای آن مجموعه بخوانیم.
با این توضیح واضح است که شرط
{\displaystyle x\in B\iff P(x)}
با شرط
{\displaystyle x\in B\iff (x\in A\land P(x))}
تفاوت دارد.
شرط اول یک مجموعه را مشخص نمی‌کند بلکه حالتی کاذب از اصل موضوع تصریح است ولی شرط دوم یک مجموعه را مشخص می‌کند چون در آن شرط (P(x در مورد اعضای یک مجموعه خاص به کار رفته‌است.
این نکته دقیقاً همان چیزی است که از بروز پارادکسها همچون پارادکس راسل جلوگیری می‌کند.
اصول موضوع مجموعه ساز دیگر (همانند اصل موضوع زوج سازی، اصل موضوع اجتماع، اصل موضوع مجموعه توانی و...) حالات خاص کاذبی از اصل موضوع تصریح می‌باشند. همه آن‌ها وجود مجموعه‌ای را بیان می‌کنند که توسط یک شرط خاص مشخص می‌شوند؛
اگر قبلاً وجود مجموعه‌ای که شامل همه عناصر مشخصی باشد معلوم باشد، در این صورت وجود مجموعه‌ای که فقط شامل آن عناصر باشد در واقع به عنوان حالت خاصی از اصل موضوع تصریح نتیجه می‌شود.
اگر (P(x گزاره نمایی در مورد x باشد به‌طوری‌که xهایی که در (P(x مشخص می‌شوند تشکیل یک مجموعه بدهند، در این صورت می‌توان آن مجموعه را به صورت {\displaystyle \{x:s(x)\}} نمایش دهیم.